# Kabupaten Bangka Barat
Kabupaten Bangka Barat (engelska: West Bangka Regency) är ett kabupaten i Indonesien.   Det ligger i provinsen Bangka-Belitung, i den västra delen av landet, 500 km norr om huvudstaden Jakarta. Antalet invånare är 181 293. Kabupaten Bangka Barat ligger på ön Pulau Bangka.